# NGC 1341
NGC 1341 je galaksija u zviježđu Kemijska peć.

## Vanjske poveznice
- SEDS: NGC 1341